# Tibor Berczelly
Tibor Berczelly (Rákospalota, 3 januari 1912 - Boedapest, 15 oktober 1990) was een Hongaars schermer.
Berczelly won tijdens de Olympische Zomerspelen driemaal goud met het sabelteam. Daarnaast won Berczelly een bronzen medaille met het degen team en individueel met de sabel in 1952. 

## Resultaten

### Olympische Zomerspelen
| Jaar | Plaats   | Resultaten                  |
| ---- | -------- | --------------------------- |
| 1936 | Berlijn  | sabel team                  |
| 1948 | Londen   | sabel team HF sabel         |
| 1952 | Helsinki | sabel team sabel degen team |

### Wereldkampioenschappen schermen
| Jaar | Plaats     | Resultaten         |
| ---- | ---------- | ------------------ |
| 1937 | Parijs     | sabel team · sabel |
| 1951 | Stockholm  | sabel team         |
| 1953 | Brussel    | sabel team         |
| 1954 | Kopenhagen | sabel team · sabel |

1908: Földes, Fuchs, Gerde, Tóth, Werkner ·
1912: Berti, Földes, Fuchs, Gerde, Mészáros, Schenker, Tóth, Werkner ·
1920: Baldi, Gargano, A. Nadi, N. Nadi, Puliti, Santelli, Urbani ·
1924: Anselmi, Balzarini, Bertinetti, Bini, Cuccia, Moricca, Puliti, Sarrocchi ·
1928: Garay, Glykais, Gombos, Petschauer, Rády, Tersztyánszky ·
1932: Gerevich, Glykais, Kabos, Nagy, Petschauer, Piller ·
1936: Berczelly, Gerevich, Kabos, Kovács, Rajcsányi, Rajczy ·
1948: Berczelly, Gerevich, Kárpáti, Kovács, Rajcsányi, Papp ·
1952: Berczelly, Gerevich, Kárpáti, Kovács, Rajcsányi, Papp ·
1956: Gerevich, Hámori, Kárpáti, Keresztes, Kovács, Magay ·
1960: Delneky, Gerevich, Horváth, Kárpáti, Kovács, Mendelényi ·
1964: Asatiani, Mavlichanov, Melnikov, Rakita, Rylski ·
1968: Oemjar Mavlichanov, Naslimov, Rakita, Sidjak, Vinokoerov ·
1972: Maffei, M.A. Montano, M.T. Montano, Rigoli, Salvadori ·
1976: Boertsev, Krovopoeskov, Naslimov, Sidjak, Vinokoerov ·
1980: Aljochin, Boertsev, Krovopoeskov, Naslimov, Sidjak ·
1984: Arcidiacono, Dalla Barba, Marin, Meglio, Scalzo ·
1988: Bujdosó, Csongrádi, Gedővári, Nébald, Szabó ·
1992: Goettsajt, Kirijenko, Pogossov, Pozdnjakov, Sjirsjov ·
1996: Kirijenko, Pozdnjakov, Tsjarikov ·
2000: Frossin, Pozdnjakov, Tsjarikov ·
2004: Pillet, D. Touya, G. Touya ·
2008: Pillet, Sanson, Lopez ·
2012: Gu, Kim, Oh, Won ·
2020: Oh, Kim Jun, Kim Jung, Gu  ·
2024: Oh, Gu, Park, Do